# Норміс
«Норміс» (англ. normie) — сленгове слово, яке означає «нормальну людину» з типовими захопленнями, інтересами та поширеними в суспільстві поглядами. Це слово було запозичене в російську мову у формі множини і поширилося в російськомовному інтернет-сегменті.

## Історія
Походить від англійського слова «normie», що перекладається як «нормальна, звичайна людина». Вперше було використано в оригінальному значенні «звичайний, нормальний» в англійській мові в 1950-х роках.
За даними словника Merriam-Webster, термін «normie» з'явився наприкінці 1980-х років у США. Ним називали людей з інвалідністю або іншими особливостями розвитку і використовували його іронічно стосовно решти населення.
У 2016 році потрапило до словника Urban Dictionary, де описується як «людина, яка тяжіє до соціальних стандартів».
З початку 2000-х набув поширення в інтернеті, а в Рунеті почав набирати популярність з середини 2010-х років. Популяризації сприяло використання на іміджборді «Двач», користувачі якого вважають себе представниками неформальної культури, що виражається в суперечливих публікаціях, нестандартних політичних поглядах, чорному гуморі, причетності до різних субкультур.

## Значення
Норміс — людина, яка не має відмінних рис особистості, дотримується загальноприйнятих, мейнстрімних поглядів, інтересів, смаків і звичок. Він дотримується здорового способу життя, часто консервативний, не належить до жодної спільноти. Норміси можуть викликати презирство у представників контркультури — які вважають себе ізгоями, чиї звички та інтереси не є загальноприйнятими. Погляди нормісів не суперечать думці більшості, а його захоплення та інтереси зрозумілі суспільству.
Термін має образливий відтінок і часто використовується з іронією.

## У культурі
У 2024 році слово «норміс» увійшло до списку популярних неологізмів, який опублікував російський портал «Грамота.ру» у званні «Слова року».
За даними аналітиків «Яндекс», слово «норміс» було одним з найпопулярніших неологізмів у Росії в 2024 році.